# Otto Scheuerer

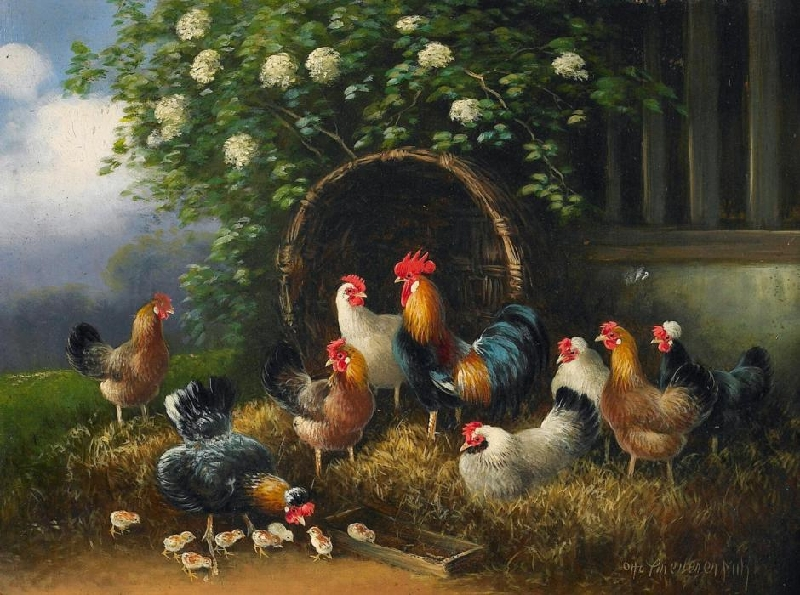
Hühnerschar

Otto Scheuerer (* 31. Oktober 1862 in München; † 5. Dezember 1934 ebenda) war ein deutscher Tiermaler. Der jüngere Bruder des Tiermalers Julius Scheuerer (1859–1913) war in München tätig.
Otto Scheuerer erlernte sein Malerhandwerk zuerst als Autodidakt, möglicherweise mit Hilfe seines Bruders Julius.
Danach studierte er Malerei bei Karl Raupp, wurde jedoch nicht ins Matrikelbuch der Akademie der Bildenden Künste München eingetragen. 
Scheuerer wurde Mitglied der Münchner Künstlergenossenschaft. Vorbilder seiner Malerei waren die niederländischen Altmeister. Neben dem Geflügel malte er auch Jagdszenen. In seinen frühen Werken ist der Einfluss der Chiemseemaler bemerkbar.